# Palais du Peuple (Kinshasa)
Pour les articles homonymes, voir Palais du Peuple.
Le palais du Peuple est le siège du Parlement de la république démocratique du Congo composé de l'Assemblée nationale et du Sénat, à Kinshasa.

## Histoire
Le bâtiment est un ouvrage construit de 1975 à 1979 par la Chine et le Zaïre (nom de la république démocratique du Congo (RDC) à cette époque). Il fut commandé par Mobutu Sese Seko, à la suite d'une visite en Chine en 1973. Le Palais compose d’ailleurs la majeure partie de la dette estimée à 100 millions de dollars US (2001) de la RDC à la Chine, dont font aussi partie le Stade des Martyrs de Kinshasa et la sucrerie de Lotokila dans l'ancienne Province orientale. Son coût total a été de 42 300 000 dollars US, coût qui fut offert à titre de don par le Gouvernement chinois en 1983.
En juin 1997, à la suite de la prise du pouvoir par l'Alliance de forces démocratiques pour la libération du Congo (AFDL), le Parlement de la République redevenue Congo[pas clair] quitte le palais de la Nation pour s’installer dans le palais du Peuple.
En janvier 2001, le corps de Laurent-Désiré Kabila y est exposé pendant trois jours avant d’être enterré. En mai 2016, le corps de Papa Wemba y est exposé.

## Architecture
Le Palais est construit sous la conduite des ingénieurs architectes Lin Kia-Wu et Seka Fwatuyisa respectivement pour la partie chinoise et zaïroise.
Le bâtiment se présente comme un parallélépipède sur trois niveaux, imposant édifice de 30 000 m2, 225 m de longueur et 135 m de largeur, il abrite la salle des congrès d'une capacité de 3 500 places assises. la salle de Banquet de 800 places assises avec possibilité d’atteindre 1 000 places, La salle de spectacles compte 800 places assises, le restaurant 150 places assises, la salle de conférence internationale peut atteindre 475 places assises.
Le grand hall d’entrée, a une capacité de 1 000 personnes, neuf salles baptisées aux noms des neuf anciennes provinces du pays, treize bureaux de presse utilisés lors des conférences internationales. Deux grandes terrasses peuvent accueillir 3 000 personnes chacune lors des réceptions et cocktails.

## Chronologie
Le Palais abrite régulièrement les plus grands évènements de la vie de la nation kino-congolaise.
- 19 mai 1979, Inauguration du Palais du Peuple par le Président du Zaïre, Mobutu Sese Seko[2].
- mars 1980, festivités (10 jours) du 10ème anniversaire de Zaïko Langa Langa[3].
- 2 mai 2016, Hommage national à Papa Wemba au Palais du Peuple[4].